# Gisselfeld
Gisselfeld, un antiguo monasterio, es la quinta finca más grande de Dinamarca. Situada entre Haslev y Næstved, se extiende por varios municipios, pero el edificio principal se encuentra en la parroquia de Braaby, en el municipio de Faxe. La finca mide 3850 hectáreas, incluidas Hesede, Edelesminde, Brødebæk y Gødstrupgård, de las cuales 2 400 hectáreas son bosque. El edificio renacentista de tres plantas tiene frontones escalonados, aspilleras y una torre saliente sobre la puerta principal. Los terrenos incluyen un foso, un parque bien cuidado, un lago, una cascada, jardines, un invernadero y una fuente. En su bosque hay una torre hiperboloide de 45 metros de altura.

## Historia

### Falk y Goye
Gisselfeld se menciona por primera vez a finales del siglo XIV, cuando su propietario era Bo Falk. En aquella época, existía un pequeño señorío situado a unos dos kilómetros al noroeste del emplazamiento del actual edificio principal. Se alzaba junto a un fuerte más antiguo, posiblemente el hoy demolido Valgestrup.
Más tarde, Gisselfeld pasó a manos de Peder Falk y de su nieto Eskild Falk. Su hija, Ida, se casó con Mogens Axelsen Gøye. Su hijo, Eskil Gøye, fue propietario de Gisselfeld desde 1450. También poseía Krenkerup, en Lolland, Turnbyholm, en Escania, así como los feudos de Aalholm y Lindholm. Fue rigsmarsk desde 1489. 
Tras la muerte de Eskil Gøye en 1506, Gisselfeld pasó a manos de su hijo, Henrik Gøye. Krenkerup pasó a manos del hermano mayor de Henrik, Mogens Gøye. Henrik Gøye fue gobernador durante el asedio de Copenhague. Hacia 1523, tuvo que hipotecar Gisselfeld a su primo Otte Holgersen Rosenkrantz y a su hermano Mogens Gøye. 

### Familias Oxe y Lykke
La finca actual fue fundada por Peder Oxe til Nielstrup, quien la construyó entre 1547 y 1575. Originalmente constaba de cuatro alas interconectadas de ladrillo rojo, de tres pisos de altura, con gruesos muros exteriores, varias aspilleras y grandes frontones escalonados. En el centro del ala izquierda se encuentra la torre de la puerta. La cuarta ala, hoy demolida, albergaba una capilla.
Tras la muerte de Peder Oxe, su viuda, Mette Rosenkrantz til Vallø, se convirtió en la propietaria de la finca. Tras su fallecimiento en 1588, su sobrina Karen Banner heredó Gisselfeld. Se casó con Henrik Lykke til Overgaard, de la familia que dirigió la finca hasta que Kai Lykke fue ejecutado y despojado de todos sus derechos en 1661.

### Cambio de propietarios1661-1688

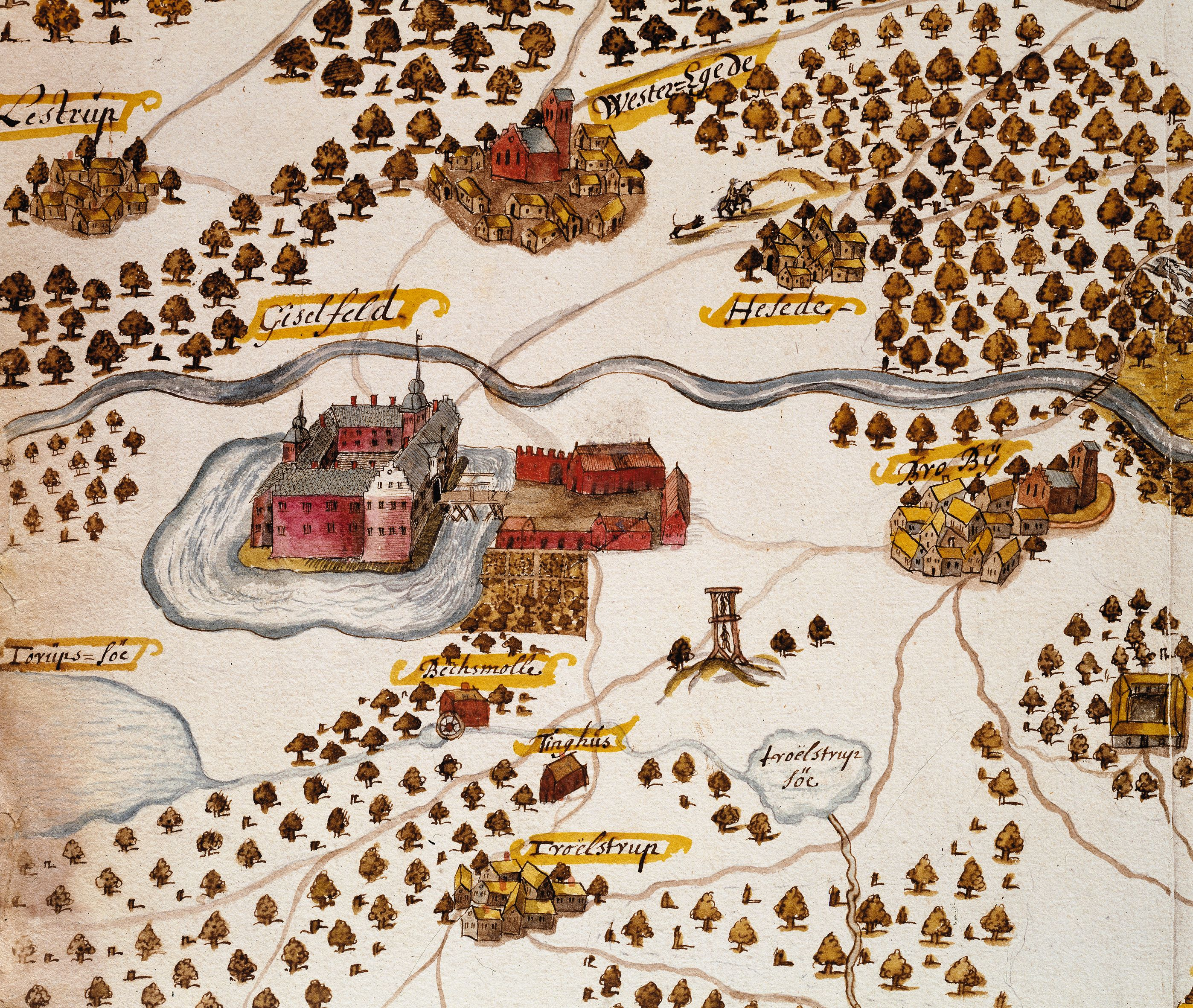
Mapa de alrededor del año 1670.

Tras un breve periodo de propiedad de la Corona, en 1670 la finca fue entregada al conde Hans Schack como recompensa por su papel en las guerras suecas. En 1688, su hijo Otto Diderik vendió la finca a Adam Levin Knuth, quien se mantuvo como propietario hasta 1699.

### Convento

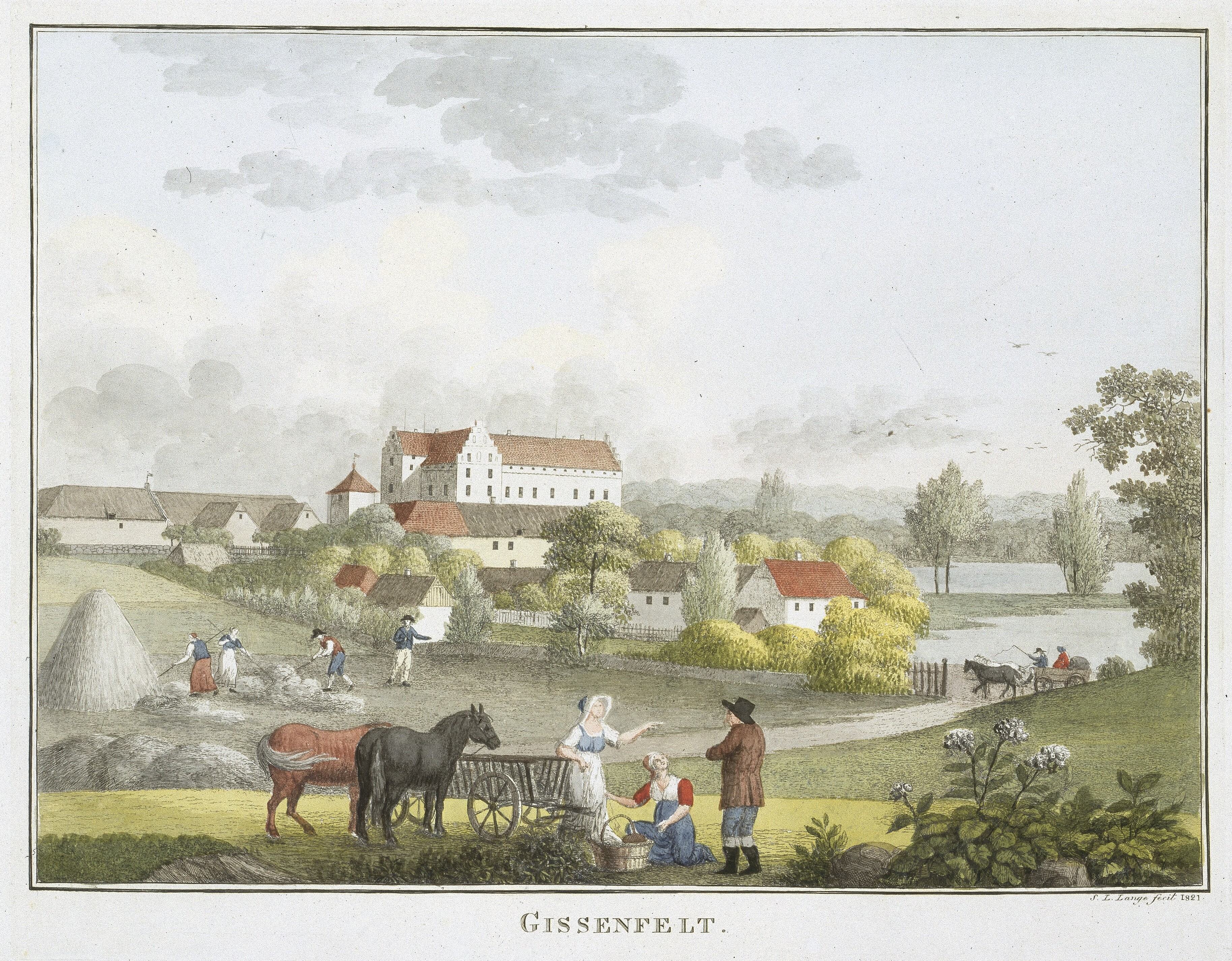
Gisselfeld en 1821

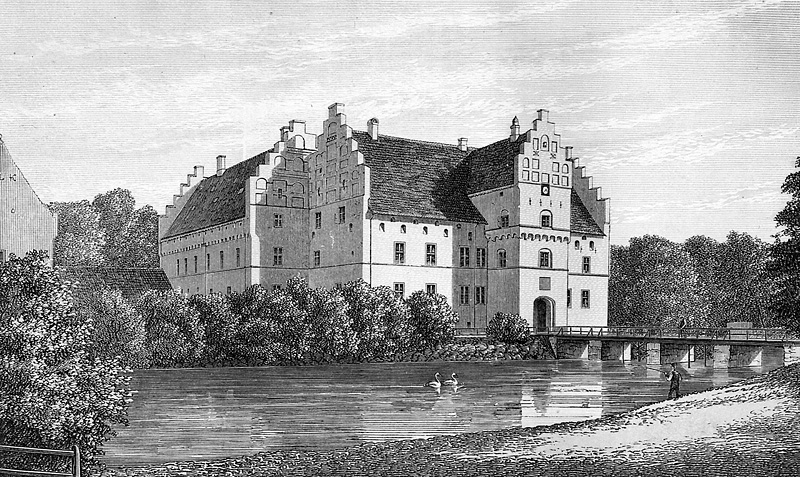
Gisselfeld

En 1699, su hijo ilegítimo, Christian Gyldenlöve, se hizo cargo de ella. Sin embargo, como resultado de su testamento, a su muerte en 1703 el señorío no se convirtió en un convento, ya que los derechos de dote de su viuda, Dorothea Krag, no se extinguieron hasta la muerte de esta en 1754. Desde 1755, sus descendientes la dirigen bajo el nombre de Danneskiold-Samsøe como «Gisselfeld Adelige Jomfrukloster I Sjælland» (Convento de Gisselfeld en Selandia para vírgenes de noble cuna). La undécima descendiente, Helene Danneskiold-Samsøe, dirige Gisselfeld desde 2010.

## Geografía

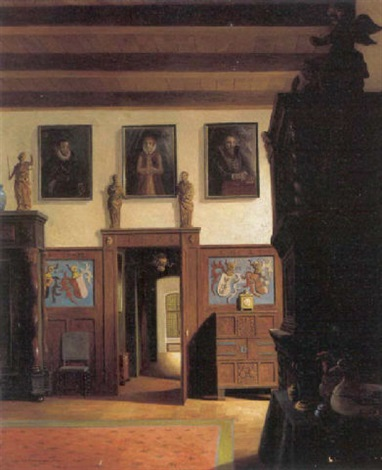
Christian Tilemann-Petersen : Interior de Gisselfeld, 1918

Gisselfeld es la quinta finca más grande de Dinamarca, con 3850 hectáreas de superficie. Se encuentra en un pintoresco entorno boscoso, junto a una zona de lagos y colinas. Era conocida por su vida salvaje y su agricultura ecológica hasta que cambió legalmente de manos en 1996. Posteriormente, se abandonó la agricultura ecológica y se sustituyó por la tala de los bosques. Los cotos de caza se han arrendado.  
La propiedad estaba rodeada de fosos por tres lados y el gårdsø (lago de la finca) flanqueaba el lado norte.  El agua brotaba de las cuatro ranas que adornaban una fuente de la finca. 

## Estatus legal
En el siglo XVII, Gisselfeld pertenecía a birks consecutivos, por lo que tenía jurisdicción legal separada de Bråby Sogn (parroquia de Braaby) y del antiguo Ringsted Herred (distrito). Entre 1701 y 1702 se promulgaron leyes especiales de sucesión que regulaban la sucesión en los castillos y fincas, promulgadas por Christian Gyldenløve (León de Oro), hijo del rey danés Christian V. Según esta ley, el actual conde de Gisselfeld era el director de la finca y estuvo al frente hasta 1996, cuando el Ministerio de Justicia y la Dirección de Derechos Civiles instituyeron una nueva Junta. Este cambio fue impugnado por el conde, y se convirtió en un caso legal muy publicitado. 